# Radioland Murders – Wahnsinn auf Sendung
Radioland Murders – Wahnsinn auf Sendung (Originaltitel: Radioland Murders) ist ein US-amerikanischer Film aus dem Jahr 1994, der auf einer Story von George Lucas basiert.

## Handlung
Im Chicago des Jahres 1939 eröffnet mit WBN ein neuer Rundfunksender. Dem Besitzer General Walt Whalen steht jedoch bereits jetzt das Wasser bis zum Hals. Seine Mitarbeiter haben bislang kein Geld gesehen, und das Schicksal des Sender hängt davon ab, den Hauptsponsor der Station zufriedenzustellen. Der Sponsor Bernie King verlangt selbstherrlich Scriptänderungen, was von den Autoren mit Verärgerung aufgenommen wird. Das abendliche Radiohörspiel wird live vor Publikum aufgenommen, dementsprechend ist das Haus gut gefüllt und alle Mitarbeiter sind auf ihrem Posten.
Der Abend nimmt einen unerwarteten Verlauf, als der Trompeter Ruffles Reedy vergiftet wird. Kurz darauf wird der Regisseur Walt Jr. erhängt aufgefunden. Die eingeschaltete Polizei ist mit zahlreichen Beamten unter der Leitung von Lieutenant Cross vor Ort und geht bei Walt Jr. zunächst von Selbstmord aus. Während die Hörspielaufführung bereits längst begonnen hat, kommt der Inspizient Herman Katzenback beim Versuch zu Tode, die Bühnenmechanik zu reparieren. Der Assistenzregisseurin Penny wird daraufhin die Leitung der Aufführung übertragen. Deren Noch-Ehemann Roger Henderson, der beim Sender als Autor beschäftigt ist, bemüht sich derweil, den Geschehnissen auf den Grund zu gehen. Dabei gerät er selbst unter Mordverdacht, da er von der Polizei immer wieder an Tatorten angetroffen wird. Als er vorhersieht, dass der Täter als Nächstes den Ansager Dexter Morris im Visier haben wird, glaubt ihm Lieutenant Cross kein Wort. Wenig später erweist sich die Vorhersage als richtig, und Dexter stirbt durch einen Stromschlag.
Roger arbeitet sich durch die Mitarbeiterakten des Senders und findet heraus, dass alle bisherigen Opfer in der Vergangenheit gemeinsam bei einem Radiosender in Illinois zusammengearbeitet hatten, bei dem es einen nicht weiter beschriebenen Skandal gab. Die Morde gehen derweil weiter, und auch Sponsor Bernie King und Eigentümer General Walt Whalen kommen ums Leben. Die Polizei hält Roger nun als Hauptverdächtigen fest; dieser kann jedoch entkommen und lässt Penny über den Pagen Billy Nachrichten zukommen. In der Folge schreibt er das laufende Program komplett um, sehr zur Überraschung der Schauspieler und des Publikums. Über das Hörspiel legt er den Anwesenden seine Theorie dar, nach welcher der Tontechniker Max Applewhite der Täter ist.
Auf dem Sendeturm des Gebäudes kommt es zum Showdown; Roger und Penny werden Zeugen des von Max Applewhite erfundenen Fernsehens, um dessen Patente und Rechte dieser seinerzeit in Illinois gebracht wurde. Während das Paar entkommt, wird Max, der sich auf die Funkantenne zurückgezogen hat, von einem Doppeldecker aus erschossen. Das Publikum als auch zahlreiche Geschäftsleute waren zwischenzeitlich von der unkonventionellen Radioshow so begeistert, dass sich der Sender tatsächlich weiterfinanzieren kann. Von den Umständen der vergangenen Stunden zusammengeschweißt, entscheiden sich Roger und Penny gegen die Scheidung.

## Synchronisation
Die Synchronarbeiten übernahm die Berliner Synchron GmbH nach einem Dialogbuch von Alexander Löwe und der Dialogregie von Clemens Frohmann.
| Rolle               | Schauspieler           | Synchronsprecher      |
| ------------------- | ---------------------- | --------------------- |
| Roger Henderson     | Brian Benben           | Frank Glaubrecht      |
| Penny Henderson     | Mary Stuart Masterson  | Daniela Hoffmann      |
| General Walt Whalen | Ned Beatty             | Gerd Duwner           |
| Billy               | Scott Michael Campbell | Santiago Ziesmer      |
| Bernie King         | Brion James            | Gerd Holtenau         |
| Lieutenant Cross    | Michael Lerner         | Uwe Paulsen           |
| Walt Whalen, Jr.    | Jeffrey Tambor         | Hans-Werner Bussinger |
| Max Applewhite      | Stephen Tobolowsky     | Tom Deininger         |
| Zoltan              | Christopher Lloyd      | Norbert Gescher       |
| Herman Katzenback   | Larry Miller           | Eberhard Prüter       |

## Produktion
Die Komödie erhielt in Deutschland keine Kinoauswertung und wurde am 13. September 1995 auf Video veröffentlicht. Am 2. September 1996 erfolgte die Erstaufführung auf Premiere. In dem Ensemblefilm gibt es zahlreiche Cameoauftritte, unter anderem von George Burns, Peter MacNicol und Rosemary Clooney.

## Kritik
„Eine rasant inszenierte, unterhaltsame Kriminalkomödie mit witzigen Dialogen und Slapstick-Einlagen, die ein ironisches Bild der ‚goldenen Radio Days‘ beschwört.“